# Sophie de Baere
Sophie de Baere est une écrivaine née à Reims. Elle est lauréate du prix Maison de la Presse 2022 pour son roman Les Ailes Collées.

## Biographie

### Enfance et formation
Sophie de Baere est née à Reims et grandit à Avançon. Elle est diplômée en lettres et en philosophie. 

### Carrière
Sophie de Baere enseigne à Nice. Elle est également auteure et compositrice de chansons françaises.
En 2018, elle publie son premier roman, La Dérobée. 
En 2020, elle publie Les corps conjugaux chez JC Lattès. Le livre raconte l'histoire d'Alizia qui fuit sa campagne pour monter à Paris. Un secret de famille bouleverse cependant son rêve de vivre une nouvelle vie. 
En 2022, elle publie Les ailes collées chez JC Lattès. On y suit le parcours de Paul, un adolescent issu d'une famille bourgeoise, mal dans sa peau et ami de l'insouciant Joseph. Leur forte amitié est sujette à des moqueries qui contraignent Joseph à s'enfuir. Plus tard, lorsque Paul se marie et s'apprête à devenir père, le retour de Joseph vient bousculer son existence. Sophie de Baere est lauréate du prix Maison de la Presse 2022. Le roman fait également partie de la sélection du prix Orange du Livre 2022 ainsi que celle du prix  Françoise Sagan. En septembre 2024, plus de 50 000 exemplaires du livre ont déjà été vendus depuis sa parution. Il est adapté pour la télévision en 2024 par Thierry Binisti. 
En 2025, elle publie Le secret des mères chez JC Lattès. Ce roman figure dans la dernière sélection du prix RTL Lire. 